# Stelis perpusilla
Stelis perpusilla là một loài thực vật có hoa trong họ Lan. Loài này được Cogn. miêu tả khoa học đầu tiên năm 1907.